# Christian Penigaud
Christian Penigaud (* 27. Februar 1964 in Poitiers) iset ein ehemaliger französischer Volleyball- und Beachvolleyballspieler. Er wurde der erste Europameister und nahm an zwei Olympischen Spielen teil.

## Karriere

### Karriere Halle
Der Universalspieler startete bei Montpellier UC im Jahr 1984 und blieb dem Verein in den folgenden sechs Spielzeiten treu. Am Ende der ersten Saison stand er mit dem Verein aus der Region Okzitanien auf dem Bronzerang. In den folgenden beiden Spieljahren gelang jeweils der vierte Platz in der französischen Liga und der fünfte Platz im CEV-Pokal. 1988 erreichte der Club die unterste Stufe des Podests bei dem europäischen Wettbewerb, ein Erfolg, der ein Jahr später noch einmal bei den nationalen Meisterschaften erzielt wurde. Nach seiner letzten Spielzeit in Montpellier konzentrierte sich Penigaud vor allem auf das Spiel im Sand, war aber weiter in der Halle aktiv. Mit Stade Poitevin Volley-Ball gewann er 1992 die Meisterschaft der zweiten Liga seines Heimatlandes. Nach dem Aufstieg wurde er mit seinem Team Sechster und ein Jahr später Siebter. Dies war gleichzeitig seine letzte Saison unter dem Hallendach.

### Karriere Beach
Penigaud begann seine internationale Beachkarriere 1990 mit Jean-Philippe Jodard. Die beiden Franzosen gewannen als erstes europäisches Team überhaupt 1991 in Almería ein Turnier der FIVB World Tour und standen in der folgenden Saison als Dritte in Enoshima zum zweiten Mal auf dem Treppchen. Das Duo wurde 1993 wiederum in Almería durch einen Sieg im Finale gegen die Norweger Jan Kvalheim und Bjørn Maaseide erster Europameister. Anschließend komplettierten sie ihren Medaillensatz bei Open-Wettbewerben mit dem Silberrang 1994 in Marseille. Darüber hinaus erkämpften sie sich drei Wochen später in Carolina noch einmal Bronze und standen in den sechs Spielzeiten ab 1990 sechs weitere Male im Halbfinale der Beachserie. 1996 in Atlanta waren die Franzosen auch bei der olympischen Premiere dabei und verloren in der zweiten Runde gegen die Brasilianer Zé Marco und Emanuel.
Nach einem Intermezzo an der Seite von Thierry Glowacz, mit dem der im Département Vienne geborene Sportler seinen größten nationalen Erfolg mit dem Gewinn der französischen Meisterschaften 1997 erreichte, trat Penigaud noch im gleichen Jahr bei der Weltmeisterschaft wieder mit Jodard an und belegte Rang 17. Zwei Jahre später erreichten sie den neunten Platz bei der WM in Marseille und wurden Neunter der Europameisterschaft in Sotschi. Bei ihrer zweiten Olympiateilnahme 2000 in Sydney verpassten sie durch zwei Niederlagen das Achtelfinale. Es war Penigauds letzter internationaler Auftritt.